# Sara Tancredi
Sara Tancredi è un personaggio della serie TV Prison Break. È interpretato da Sarah Wayne Callies. Essendo uno dei personaggi principali del telefilm, è apparsa in quasi tutti gli episodi, fatta eccezione per quelli della terza stagione. Dopo la morte del personaggio di Robin Tunney, Veronica Donovan, Sara è l'unica donna protagonista della serie. L'importanza del suo ruolo nella prima stagione è connessa alla sua posizione all'interno del penitenziario di Fox River (è dottore), al luogo di lavoro (l'infermeria) e alla sua relazione con Michael Scofield. Man mano che la storia prosegue, il personaggio di Sara si espande tanto da diventare la chiave di volta per l'evasione di Michael. Nella seconda stagione, Sara avrà ancora più peso nell'intrigo tanto da essere oggetto di persecuzione da parte de La Compagnia.

## Storia
Cresciuta a Chicago, Sara ha sempre desiderato essere medico. Alla Northwestern University, studia la vita del Mahatma Gandhi e decide di dedicarsi agli aiuti umanitari e questo avrà molto peso sulla sua decisione di lavorare a Fox River. Sara è figlia unica del governatore dell'Illinois, Frank Tancredi, mentre è orfana di madre. A causa della frenetica carriera politica e delle loro divergenze di opinione, Sara non ha un buon rapporto con lui. Come spiega a Michael, il giorno del suo 29º compleanno, suo padre è stato presente solo a 6 compleanni.
Tre anni prima dell'incarcerazione di Michael a Fox River, Sara era una tossicodipendente da morfina. Quando non riesce ad aiutare un ragazzo travolto da un'auto per strada, a causa della droga che ha in corpo, Sara cerca di cambiare stile di vita. Così smette di drogarsi e - grazie a Brad Bellick, che Sara conosce ad una riunione di ex-tossicodipendenti - entra a Fox River.

## Evoluzione del personaggio

### Prima stagione
Si occupa di somministrare medicinali ed esegue operazioni chirurgiche. Nonostante suo padre non accetti la scelta di lavorare in una prigione, Sara vede invece in queste sue responsabilità il mezzo per cambiare la sua vita e quella dei detenuti.
Fin dal loro primo incontro, Sara sente che Michael è diverso da tutti gli altri detenuti. Prende informazioni su di lui e rimane stupefatta dal fatto che un uomo con il curriculum come quello di Michael possa essere finito in prigione. Fa molto caso alle reazioni di Michael quando questi è in infermeria. Nell'episodio Da che parte stai? per esempio nota il suo nervosismo mentre il ragazzo attende i risultati del suo stato diabetico. I risultati confermeranno il diabete di Michael e Sara comincerà a non porsi più domande sull'argomento, fino all'episodio Minuti contati della seconda stagione.
Nelle seguenti visite mediche di Michael all'infermeria, Sara cerca di evitare qualunque tentativo di flirt da parte dell'uomo. Quando viene incaricata di effettuare controlli medici anche su Lincoln Burrows, l'infermiera Katie, sua amica, le riferisce che lui e Michael sono fratelli. Negli episodi Rivolta nel Braccio A e L'inizio della fine, quando nasce una sommossa in carcere, Sara rimane imprigionata nell'infermeria e rischia di essere presa e violentata da alcuni detenuti. Michael la salva facendola passare per i condotti sopra il soffitto. Quando Sara gli chiede come fa a conoscere certi passaggi, Michael le risponde che tempo addietro era stato incaricato di ripulire quella parte dell'edificio. Ma Sara scoprirà più tardi che Michael le ha mentito. Tutte queste cose spingeranno Sara a farsi sempre più domande su di lui e soprattutto sulla rapina in banca. Durante le sue ricerche, entra in contatto con un dottore, David George Brighton, suo psichiatra.
Malgrado i dubbi e i sospetti su di lui, Sara è sempre più attratta dall'uomo, tanto da sentirsi gelosa quando scopre che Michael riceve la visita di una donna, Nika, sua moglie. Sara cercherà quindi di prendere le distanze e di ristabilire un rapporto medico-paziente con Michael. Nonostante ciò, continuerà ad aiutarlo: nell'episodio Avere fede, prima che l'esecuzione di Lincoln venga eseguita, Sara non riesce a rimanere impassibile di fronte alla richiesta di Michael di chiedere aiuto a suo padre.
Il loro rapporto subisce una svolta, per certi versi decisiva, nell'episodio La chiave, quando i due si baciano. Ma quando Sara scopre di aver perso le chiavi dell'infermeria, sospetta di Michael e ancora una volta prende le distanze da lui. Dopo che Michael le dice quali sono le sue intenzioni quella stessa notte - evadere e far evadere suo fratello - Sara viene messa di fronte alla scelta di aiutarlo o no. Quella sera Sara tornerà in infermeria e lascerà la porta aperta per lui. Afflitta per quello che ha fatto, la prima stagione termina con Sara che ruba della morfina dall'infermeria. Verrà trovata in overdose nel suo appartamento, dove le autorità si sono recate per trarla in arresto.

### Seconda stagione
Dopo essersi rimessa dall'overdose di morfina, Sara diventa il bersaglio della Compagnia, la misteriosa organizzazione che si cela dietro l'accusa e la condanna di Lincoln Burrows. Così, fingendosi tossicodipendente e omosessuale, l'Agente Paul Kellerman cerca di diventare amico di Sara (cambiando il suo nome in Lance) in un centro per ex-tossicodipendenti per scoprire dove si nascondono Michael e Lincoln. Nel frattempo Sara riceve degli origami a forma di gru da parte di Michael. Nel primo, che la ragazza trova nella sua borsa quando ancora in ospedale, trova scritto «There's a plan to make all of this right» e una serie di puntini.
Gli eventi incalzano. Dopo essere stata avvertita da suo padre che l'uomo che lei conosce come Lance è un impostore e dopo la morte di Frank Tancredi, Sara diventa parte essenziale della cospirazione, in quanto è in possesso di una misteriosa chiave - lasciatole accidentalmente dal padre - utile a svelare il mistero dietro la morte di Terrence Steadman e la falsa accusa a Lincoln. Per riuscire ad avere quella chiave, la Compagnia tenta più volte di uccidere Sara. Gli eventi la spingono a cercare Michael. Così, dopo aver decifrato i puntini nel messaggio del primo origami («rendezvous sundown hôtel Gila»), Sara va in Nuovo Messico per incontrare Michael. Ma il loro incontro è presto interrotto dall'Agente Alexander Mahone e da Kellerman quando questi scoprono il luogo dell'incontro. In un primo momento, Sara è molto restìa riguardo alla fuga con Michael a Panama ma quando cambia idea e decide di tornare da Michael viene catturata da Kellerman. Questi la tortura cercando di affogarla, pur di ottenere informazioni riguardo a quello che Frank Tancredi le ha lasciato. Ma Sara riesce a liberarsi, decide di cambiare look e butta via tutti i suoi documenti.
Dopo due episodi (gli unici di tutta la serie in cui Sara non compare), vediamo Sara raggiungere il Missouri. Dopo aver decifrato un altro messaggio di Michael - che questi le ha inviato tramite video trasmesso da varie TV in cui parla della cospirazione contro suo fratello - Sara si riunisce di nuovo a Michael a Evansville. Insieme a lui, Lincoln e Kellerman - che per vendicarsi della Compagnia ha deciso di aiutare i due - Sara va a Chicago dove suo padre ha nascosto una chiavetta USB in cui è stata registrata una conversazione tra Caroline Reynolds e suo fratello Terrence, avvenuta dopo la falsa morte di quest'ultimo. Sul treno che li porta a Chicago, Sara cerca di vendicarsi di Kellerman, cercando di strangolarlo ma viene fermata da Michael e Lincoln. Poi, in un momento di intimità, Sara confida a Michael che è innamorata di lui e, più tardi, anche Michael le dirà la stessa cosa. I due vengono scoperti mentre cercano di recuperare la chiavetta USB e chiedono aiuto all'ex direttore di Fox River, Henry Pope.
Dopo aver impedito a Kellerman di seguirli, Sara, Michael e Lincoln scoprono che la registrazione in loro possesso non può essere usata come prova in tribunale perché risulta essere solo una copia dell'originale. L'unico modo per sfruttare la registrazione allora è quella di ricattare il Presidente Reynolds ed ottenere così la grazia presidenziale. Quando anche questo mezzo fallisce, Michael e Lincoln si vedono costretti a tornare al vecchio piano e fuggire insieme a Panama. Michael decide di portare con sé anche Sara. Sara accetta ma, si rende conto di essere inseguita da Mahone sulla strada per il porto, e mente a Michael dicendo di essere già sulla nave. Si costituisce così all'FBI per farlo fuggire.
Mentre Lincoln e Michael giungono a Panama, Sara subisce un processo alla fine del quale si prospetta una condanna a 12 anni di reclusione. Ma l'inaspettato intervento di Paul Kellerman, che racconta tutta la verità sulla Compagnia e la cospirazione (con tanto di documenti scritti), scagionandola totalmente. Questa testimonianza scagiona del tutto anche Lincoln. Sara allora prende un aereo e si reca a Panama per dare ai fratelli la notizia. In questo modo Sara si riunisce a Michael, ma l'arrivo dell'Agente Kim, che minaccia di uccidere i due fratelli, la mette in condizione di prendere una pistola e ucciderlo. I tre sono messi in fuga dall'arrivo della polizia panamense. Ma mentre Lincoln riesce a seminarla, Michael e Sara si rifugiano in un casolare abbandonato e vengono circondati. Michael allora convince Sara a dargli la pistola e ad uscire insieme per spiegare quello che è successo. Dopo essersi dichiarati di nuovo il loro amore reciproco, i due escono dalla casetta ma Michael si costituisce per l'omicidio dell'agente Kim, venendo imprigionato nel penitenziario di Sona.
Nell'ultima scena in cui vediamo Sara, la donna esce dal posto di polizia del luogo e si allontana, seguita da uno sconosciuto, mentre Lincoln la perde di vista.

### Terza stagione
In questa stagione, Sara non è più fra i personaggi principali, tant'è che Sarah Wayne Callies non è presente, ma sono altre due attrici a interpretarla (Jennifer Toppan nell'episodio "Uomo contro uomo" e Katie Amanda Keane nell'episodio "Chiamata in attesa"), anche se il loro volto non è mai inquadrato. Si intravede soltanto durante i primi tre episodi, vittima di un rapimento da parte della Compagnia, insieme a LJ, per spingere Michael, rinchiuso nel penitenziario di Sona, a far evadere James Whistler. All'inizio del quarto episodio, Terra di nessuno, Lincoln riceve da Gretchen Morgan, la donna della Compagnia responsabile dell'operazione a Panama, una scatola contenente una testa di donna decapitata che sembra essere proprio Sara. Dopo qualche tempo anche Michael verrà a conoscenza dell'apparente morte di Sara.

### Quarta stagione
Nel primo episodio della stagione vediamo Michael ricongiungersi a Sara, che era in realtà riuscita a fuggire dai suoi torturatori. Sara decide quindi di lavorare sotto gli ordini di Donald ''Don'' Self insieme a Michael, Lincoln, Sucre, Mahone e Bellick per recuperare "Scylla", un hard drive della Compagnia che contiene dati e invenzioni scientifiche in grado di rivoluzionare il mondo, allo scopo di distruggere quest'ultima in cambio della libertà e della fedina penale pulita. L'operazione si rivela più complessa del previsto per via non solo della Compagnia che cerca di ostacolarli, ma anche a causa di T-Bag, in cerca di vendetta nei confronti di Scofield, e Gretchen Morgan, ex-agente della Compagnia. Sara, pur essendo riuscita a fuggire a coloro che la tenevano rinchiusa nella terza stagione, è rimasta traumatizzata per via delle torture subite proprio da Gretchen. Tuttavia, ciò che non perdona alla donna è il brutale assassinio della guardia che la teneva rinchiusa che, mossa da pietà, l'aveva aiutata a fuggire ed era stata per questo uccisa da Gretchen. Purtroppo, Sara ed i suoi compagni vengono traditi da Don Self, che voleva in realtà a vendere "Scylla" in cambio di soldi. Michael, che nel frattempo aveva iniziato a perdere sangue dal naso ed avere svenimenti a causa di un tumore al cervello, viene curato nella sede principale della Compagnia in cambio del recupero di "Scylla" da parte di Lincoln. Sara resterà al fianco dell'amato nel corso delle cure, riuscendo anche a rianimarlo durante una crisi. Michael e Sara scelgono di non riconsegnarla alla Compagnia, separandosi in questo modo da Lincoln e Mahone, che continueranno a lavorare per la Compagnia pur di salvare i loro cari e tornare ad una vita normale. Nel frattempo si scopre che Lincoln non è che il fratello adottivo di Michael e che la madre di Michael, Christina Scofield, è ancora viva e vuole recuperare "Scylla" per venderla. Per fare ciò, causa un incidente internazionale uccidendo un delegato indiano ed incolpando dell'assassinio Lincoln, Michael e la Cina, cercando così di scatenare una guerra e rivendere i progetti contenuti in "Scylla" a più nazioni per ricavarne il più possibile. Sara scopre nel frattempo di essere incinta di Michael, ma viene presa della Compagnia ed usata per ricattare Michael. Sarà proprio lei ad uccidere Christina Scofield. Dopo diverse peripezie, Michael riesce a liberare sia lei che Lincoln e a consegnare "Scylla" a Paul Kellerman, agente dell'ONU, che, in cambio, li liberano da tutte le accuse consentendo loro, finalmente, di vivere una vita normale. Michael e Sara si sposano ed hanno un figlio, ma Michael sembra morire poco dopo. Sul finale vediamo Sara recarsi a visitare la tomba (vuota) del marito assieme al figlio Mike, ed a Lincoln, Mahone e Sucre, quattro anni dopo gli eventi precedentemente narrati.

### The Final Break
Subito dopo il matrimonio, Sara viene arrestata per l'omicidio di Christina Scofield, ed incarcerata nel penitenziario di Miami-Dade. Michael e gli altri organizzano un piano per farla evadere. Al momento della fuga, per permettere a Sara di uscire dalla prigione, Michael si sacrifica apparentemente.

### Quinta stagione
Sono passati 7 anni dall'apparente morte di Michael, durante i quali Sara si è sposata con Jacob Ness, un professore di economia specializzato nella teoria dei giochi.
All'inizio della stagione, Lincoln mostra a Sara una foto ritraente Michael ricevuta da T-Bag e, quindi, la possibilità che Scofield sia ancora vivo; grazie ad un messaggio lasciato insieme alla foto, Lincoln scopre che Michael potrebbe trovarsi nel penitenziario di Ogygia, nello Yemen, paese in cui è in corso una guerra civile e decide, perciò, di recarsi nel Medio Oriente con l'aiuto di C-Note. Michael viene trovato e riesce in seguito ad evadere dalla prigione insieme ai suoi compagni di cella e ad Abu Ramal, il capo dell'ISIL. Durante la fuga, si vedono costretti ad ucciderlo e i componenti dell'ISIL, decisi a vendicare il loro capo, gli dichiarano guerra.
Più avanti, Scofield viene avvelenato e Lincoln chiede aiuto a Sara. Grazie ad un uomo diretto in Grecia, i fratelli raggiungono Creta (dove verranno raggiunti da Sara). Dopo essere stato curato, Michael chiede a Sara una foto del loro figlio, e scopre una foto di Sara e il suo nuovo marito Jacob Ness, che Michael sa essere il responsabile di tutto, Poseidone.
Dopo essersi resa conto di ciò, Sara torna a casa, e Michael vi farà ritorno più avanti, anche con l'aiuto di Sucre e di Luca Abruzzi. Dopo aver ingaggiato un gioco mortale con Poseidone, Michael riesce a far arrestare Jacob, così la famiglia è finalmente libera.

## Caratteristiche
Nella serie, Sara viene descritta come "alta, snella, con capelli e occhi castani". La biografia del sito ufficiale parla di Sara come di qualcuno che vuole essere più di un "medico tradizionale" e vuole seguire "un percorso più umanitario". Sarah Wayne Callies dice che «per un periodo della sua vita, Sara ha lavorato con Medici senza Frontiere, nel Terzo Mondo, e questa esperienza le ha insegnato un diverso senso della vita e le ha fatto scoprire un potenziale della medicina applicabile in situazioni come quelle di un penitenziario».
Sara è un medico compassionevole che si occupa e preoccupa dei suoi pazienti con rispetto e cordialità. Nell'episodio Avere fede, Sara chiede aiuto a suo padre per aiutare Lincoln, vicino alla sua condanna a morte perché "It's my job to advocate for [my patients]". La Callies aggiunge: «Sara sente di avere un alto senso di responsabilità nei confronti dei suoi pazienti».
Nella seconda stagione, Sara diventa parte della cospirazione dopo la sua implicazione nella fuga da Fox River e in seguito al fatto che possiederà l'unico mezzo per chiudere il caso una volta per tutte (la misteriosa chiave che ha trovato vicino al corpo di suo padre). È costantemente seguita da agenti sotto copertura. Nell'episodio Il volo della libertà, Sara confida a Michael che le uniche cose che la spingono ad andara avanti sono il suo amore per lui e trovare gli assassini di suo padre. Jay Bobbin descrive questo personaggio come "coraggioso" mentre Maya Shechter di TV Guide dice che è "un bel bocconcino tosto". Riguardo al cambiamento del suo personaggio nella seconda stagione, Sarah Wayne Callies dice che «Sara è una donna che ha fatto tesoro della sua esperienze con vero entusiasmo. Sta ottenendo più di quello che si aspettava ora e non credo sarà la stessa persona dopo questo».
Alla fine della seconda stagione, la Callies informa la produzione della sua gravidanza. Questo ha spinto gli sceneggiatori a rivedere il personaggio di Sara per la stagione seguente, escludendo a priori un'eventuale gravidanza anche per la dottoressa Tancredi. Per questo motivo, l'ultimo episodio della seconda stagione termina con Sara che si allontana dal commissariato di Panama inseguita da un uomo. Questo permette agli sceneggiatori di inscenare il rapimento della donna. Paul Scheuring non ha avuto problemi con la gravidanza dell'attrice, dato che Sara Tancredi sarebbe comunque morta nell'arco di 13 episodi durante la terza stagione. La morte di Sara è stata poi anticipata al quarto episodio in quanto i produttori dello show e la Callies non hanno raggiunto un accordo per un nuovo contratto.
Nonostante i disaccordi fra la produzione e Sarah Wayne Callies all'inizio della terza stagione abbiano portato all'uccisione del personaggio di Sara, in un'intervista rilasciata a Jennifer Goodwin per E! Online e pubblicata online il 27 marzo 2008, il produttore Matt Olmstead conferma che la dottoressa Tancredi sarà di nuovo presente nella quarta stagione. Il personaggio verrà reintrodotto nella serie con una serie di flashback in cui verrà spiegato quello che è realmente successo a Sara durante il periodo di prigionia di Michael nel carcere di Sona.